# Istantanea per un delitto
Pour plus de détails, voir Fiche technique et Distribution.
Istantanea per un delitto  est un giallo italien sorti en 1975 écrit et réalisé par Mario Imperoli (crédité sous le nom d'Arthur Saxon),,.

## Synopsis
Deux femmes, apparemment liées par une profonde amitié, sont impliquées par un inconnu dans une obscure série de chantages.

## Fiche technique
- Titre : Istantanea per un delitto
- Réalisation : Mario Imperoli
- Sujet : Mario Imperoli
- Scenario :	Vito Bruschini, Mario Imperoli, Mario Brenta, Ezio Alovisi
- Producteur : Mario Imperoli
- Maison de production :	International Movies
- Photographie :	Luciano Tovoli
- Montage :Otello Colangeli
- Musique : Franco Bixio
- Maquillage : Laura Bocchini
- Durée : 73 min
- Genre: giallo
- Langue : italien
- Pays de production :  Italie
- Date de sortie : 1974

## Distribution
- Erna Schürer :  Mirna
- Monica Strebel : Claudia
- Louis La Torre :  Luca
- Lorenza Guerrieri : Stefania